# Julio Prada Rodríguez
Julio Prada Rodríguez (Orense, 1966), es catedrático de Historia Contemporánea en la Facultad de Historia de Ourense (Universidad de Vigo). Autor de diversas publicaciones sobre historia contemporánea, es reconocido por su intensa labor en la investigación de la etapa republicana y franquista; especialmente en la comunidad gallega.

## Estudios
Se licenció en Geografía e Historia en la Universidad de Santiago de Compostela, en julio de 1989 y en enero de 2000 obtuvo la licenciatura de grado en Historia en la Facultad de Humanidades de Ourense con la tesis de licenciatura Violencia política, protesta social e orde pública en Ourense (1934-1936), calificada con la máxima nota por unanimidad del tribunal. Cuatro años más tarde, en enero de 2004, leyó su tesis doctoral en la Facultad de Historia de Ourense titulada Ourense 1936-1939. Alzamento, guerra e represión, calificada, también por unanimidad del tribunal, con sobresaliente cum laude. Es asimismo licenciado en Derecho por la Universidad Nacional de Educación a Distancia (UNED).

## Ámbito profesional
Desde 1990 ejerció como profesor de Enseñanza Secundaria en los Institutos Otero Pedrayo (Ourense), Julio Prieto Nespereira (Ourense), IES nº 1 de O Carballiño y Eduardo Blanco Amor (Ourense). En 1996 se incorporó como profesor Asociado al Área de Historia Contemporánea de la Universidad de Vigo, donde ejerció primero como profesor titular (2009) y más tarde como catedrático. Ha sido secretario del Centro Asociado a la UNED en Ourense, coordinador académico del mismo y decano de la Facultad de Historia de Ourense.

## Trayectoria investigadora
Su trayectoria investigadora se ha centrado sobre todo en el ámbito de la Historia Política, y dentro de ella en tres etapas fundamentales: la Segunda República, el Franquismo y la Transición a la democracia. En cuanto a la SEGUNDA REPÚBLICA ha tocado fundamentalmente cinco ámbitos: la violencia política y el anticlericalismo, los partidos y la dinámica política, el asociacionismo y el movimiento obrero, el poder local y la prensa.

### Violencia política
En este ámbito publicó dos monografías: As lapas da revolución. O outubro vermello en Ourense y Violencia política, protesta social e orde pública no Ourense republicano; un capítulo de libro: “Iconoclastas, oficiantes e apóstolos da acción. O conflicto anticlerical no Ourense da II República” en X. Balboa e H. Pernas (ed.), Entre nós. Estudios de arte, xeografía e historia en homenaxe ó profesor Xosé Manuel Pose Antelo; y más de una docena de artículos y comunicaciones entre los que destacan: “A cultura da violencia no Ourense republicano”, en X. Castro e J. de Juana, XI Xornadas de Historia de Galicia, Ourense, Deputación, 2002; “«Que sean otros los que desciendan al comadreo de solar o la disputa de taberna o de café». A violencia política ó servizo da mobilización contrarrevolucionaria durante a Segunda República”, Semata, 19; y «“Ni tan viejo ni tan nuevo”. Conflictividad y protesta social en el rural ourensano (1931-1936)”, en A. Rivera, J. Mª Ortiz y J. Ugarte (eds.), Movimientos sociales en la España contemporánea, Madrid, Abada Editores-Instituto Valentín de Foronda-UPV-Asociación de Historia Contemporánea.

### Partidos y dinámica política
Ha publicado dos monografías: A man invisible do sufraxio. República e eleccións na provincia de Ourense, Orense, Obradoiro de Historia de Galicia, 2004; y A dereita política ourensá: monárquicos, católicos e fascistas (1934-1937), Vigo, Servicio de Publicaciones de la Universidad de Vigo, 2005; un capítulo de libro: “La República y la sublevación militar”, en J. Juana y J. Prada (coords.), Historia Contemporánea de Galicia, Barcelona, Ariel; y, además, otros nueve artículos, ponencias y comunicaciones, entre ellos: “«Que es la voz de la tierra y los muertos, y es mandato de España y de Dios». Las J.A.P.A. en Ourense (1934-1937)”, en Minius, VII, Ediciós do Castro, La Coruña, 1999; “«El fénix que siempre renace». El carlismo ourensano (1894-1936)”, en Espacio, Tiempo y Forma, T. XVII, Madrid, 2005; “De la desconfianza al compromiso activo. La penetración del PCE en el tejido societario ourensano (1929-1936)”, en M. Bueno, J. Hinojosa e C. García (coords.), Actas del Ier Congreso sobre la historia del PCE 1920-1977, Oviedo, 6-8 de mayo de 2004, Barcelona, Fundación de Investigaciones Marxistas, 2007.

### Asociacionismo y movimiento obrero, poder local y prensa
En este apartado tiene publicadas una veintena de aportaciones, entre ellas: «…en este municipio no se conocía otra política que la de bandos». Unha aproximación ó poder local na provincia de Ourense (1917-1936)”, en AXEITOS, X. L., GRANDÍO, E. e VILLARES, R. (eds.), A patria enteira. Homenaxe a Xosé Ramón Barreiro Fernández; “De la explosión societaria a la destrucción del asociacionismo obrero y campesino. Ourense (1934-1939)”, en Historia del Presente, 3, 2004; “‘... y le dijimos que no podía trabajar sin asociarse’. Societarismo y conflictividad campesina en el Ourense republicano”, en S. Castillo y R. Fernández (coords.), Campesinos, artesanos, trabajadores, Asociación de Historia Social, 12-15 de diciembre de 2000, Lérida; “Conservadores, católicos y de orden. Prensa y política en el Ourense republicano”, en Actas del Congreso Del Periódico a la Sociedad de la Información en España, Sociedad Estatal Nuevo Milenio, Madrid, 17-20 de abril de 2001.

### Franquismo
Es esta la etapa a la que ha dedicado su principal esfuerzo investigador. En primer lugar, en el ámbito de la represión, en el cual es un reconocido experto nacional y en el que suma más de medio centenar de publicaciones. Entre ellas destacan seis libros de investigación: Represión económica e depuración administrativa. Ourense 1936-1942 y Metodoloxía e fontes para o estudio da represión franquista en Galicia, publicados en 2003; Ourense 1936-1939. Alzamento, Guerra e Represión, publicado em 2004; La juridificación del terror. Legislación represiva en el primer franquismo, publicado en 2005 en coautoría con D. Rodríguez Teijeiro; y De la agitación republicana a la represión franquista. Ourense 1934-1939, publicado en 2006 por la Ed. Ariel; además de coordinar con el profesor Jesús de Juana el libro Lo que han hecho en Galicia. Violencia política, represión y exilio (1936-1939), publicado, también en 2006, por la Ed. Crítica. Añade a éstas, seis capítulos de libros, entre ellos, “Campos de concentración y sistema penitenciario en Galicia durante la guerra civil”, en Homenaxe á profesora Lola F. Ferro. Estudios de Historia, Arte e Xeografía; “Estado de la cuestión y líneas interpretativas sobre represión y franquismo”, en J. de Juana y J. Prada (coords.), Lo que han hecho en Galicia. Violencia política, represión y exilio (1936-1939); Golpe de estado y represión franquista en la provincia de Ourense”, en J. de Juana y J. Prada (coords.), Lo que han hecho en Galicia. Violencia política, represión y exilio (1936-1939); “Represión y prisión en Galicia durante la Guerra Civil”, en E. Maza, C. Marcos y R. Serrano (coords.), Estudios de Historia. Homenaje al profesor Jesús María Palomares, 2006. Otra veintena de artículos en revistas especializadas, entre ellos “Memoria «da longa noite de pedra». La represión franquista en Ourense (1936-1939)”, en Historia Actual On-Line, 4, 2004; “Rebelión militar y represión franquista en Galicia”, en Stvdia Historica-Historia Contemporánea, Salamanca, Ediciones de la Universidad, 24, 2006; “Guerre civile et répression franquiste en Galice (Espagne)”, en Annales Littéraires de l’ Université de Franche-Comté. Recherches en littérature et civilisation européennes et hispano-américaines. Mélanges Gérard Brey, Presses Universitaires de Franche-Comté, Besançon.

#### Poder local, resistencia antifranquista
Otros ámbitos investigadores de su amplia y reconocida trayectoria se relacionan con el poder local, donde acredita una docena de publicaciones, entre ellas: “Militares, caciques y falangistas. La lucha por el poder local en la implantación del franquismo”, en IV Encuentro de investigadores del franquismo, Universidad de Valencia-CC.OO., Valencia 17-19 de noviembre de 1999; “Adheridos, simpatizantes e indiferentes. Poder local, adaptación y dominación en la retaguardia franquista”, en Homenaxe á profesora Lola F. Ferro. Estudios de Historia, Arte e Xeografía, Vigo, Servicio de Publicaciones de la Universidad de Vigo, 2005. Con los APOYOS SOCIALES Y POLÍTICOS, con otra veintena de aportaciones, como: “‘...En defensa de su Dios y de su patria’. A milicia ourensá dos Caballeros de Santiago”, en Minius, VIII; Que jamás la sangre derramada sirva para florecer partidos políticos». El nacimiento de FET y de las JONS en Ourense”, en Espacio, Tiempo y Forma, T. XV; “Control político y dominación social en la retaguardia franquista. Ourense (1936-1939)”, en C. Mir y E. Vicedo (eds.), Control social i quotidianitat Terceres Jornades sobre Sistemes agraris, organització social i poder local als Països Catalans, Lleida, Institut d´ Estudis Illerdencs, 2002; “«Cada núcleo a su orden y cada ser a su categoría» Identidad femenina y paradigma de mujer en la retaguardia franquista”, en Actas del VII Congreso de la Asociación de Historia Contemporánea, Santiago de Compostela-Ourense, 21-24 de septiembre de 2004. En el ámbito de la resistencia antifranquista destaca por sus trabajos: “La mujer y los escapados. Aproximación al papel de la mujer como soporte material de la resistencia antifranquista”, Congreso Las mujeres en la Guerra Civil organizado por el AHN-Sección Guerra Civil, 7 de octubre de 1989, Ed. Ministerio de Asuntos Sociales-Ministerio de Cultura, Madrid, 1991; “Fuxidos, entobados, desertores e contrabandistas. Aproximación á problemática das orixes da resistencia antifranquista en Ourense”, en Minius, XIV, Servicio de Publicaciones de la Universidad de Vigo 2006.

### Transición política
En esta etapa, es autor de otra media docena de publicaciones entre las que sobresalen: “La Transición política y la Galicia postautonómica”, en J. Juana y J. Prada (coords.), Historia Contemporánea de Galicia, Barcelona, Ariel, 2005; “Orígenes y gestión del proceso autonómico gallego”, en Anales de Historia Contemporánea, 20, 2004; “La dinámica política de la Galicia post-autonómica”, en Cuadernos de Historia Contemporánea, vol. 28, Madrid, 2006; “O reparto territorial do poder. Antecedentes históricos e perspectivas de futuro”, en Anuario de la Facultad de Derecho de Orense, Orense, 2005.

## Premios y reconocimientos
Ha dirigido o participado en más de una docena de proyectos de investigación de ámbito nacional e internacional y ha sido Ier Premio de Investigación Histórica de Galicia "Antonio Fraguas" con su obra Ensaio sobre a violencia, estando considerado como uno de los más reconocidos investigadores del siglo XX en Galicia.
- Datos: Q5955657